# Лилия (фрегат, 1806)
«Лилия» — парусный 36-пушечный фрегат Черноморского флота Российской империи, участник русско-турецкой войны 1806—1812 годов и Отечественной войны 1812 года.

## Описание фрегата
Длина судна по сведениям из различных источников составляла от 44,9 до 45 метров, ширина — 12,3 метра, а осадка — 4,3 метра. Вооружение судна состояло из 36-и орудий.

## История службы
Фрегат был заложен на Херсонской верфи  28 июня 1805 года и после спуска на воду 30 октября 1806 года вошёл в состав Черноморского флота России. Строительство вёл корабельный мастер М. И. Суровцов. Летом 1807 года перешёл из Херсона в Севастополь.
Принимал участие в русско-турецкой войне 1806—1812 годов. В 1808 году выходил в крейсерство к устью Дуная, а с 22 апреля по 6 мая следующего года — к румелийскому берегу, при этом у румелийского берега захватил турецкое судно с десантом. 15 июня того же года в составе отряда капитан-лейтенанта А. И. Перхурова пришёл из Севастополя к Анапе. Принимал участие в бомбардировке крепости и высадке взявшего её десанта, а 23 июня вместе с другими судами отряда вернулся в Севастополь.
С 22 сентября по 12 октября и с 23 октября по 10 ноября крейсировал в районе Варны в составе отрядов. С 10 мая по 2 июня 1810 года во главе отряда выходил в крейсерство в район между Анапой и Сухум-Кале. 30 июня в составе эскадры контр-адмирала А. А. Сарычева ходил на поиск турецких судов к Синопу, Самсуну и Варне. Неприятельские суда обнаружены не были и получившие повреждения в шторм суда эскадры вынуждены были вернуться в Севастополь, куда прибыли к 26 июля. 9 августа в составе той же эскадры вышел в море в район Каварны. 17 августа принимал участие в преследовании обнаруженных турецких судов, но противнику удалось оторваться. И к 26 августа фрегат с эскадрой вернулся в Севастополь.
С 6 по 10 октября принимал участие в переброске десанта из Севастополя в Трапезунд. 11 октября вёл бомбардировку береговых укреплений и высадил десант, но ввиду превосходства сил противника сухопутных войсках 17 октября десант пришлось снять с берега, и эскадра ушла в Севастополь. В декабре 1810 года отряд из трёх фрегатов, в состав которого входил и фрегат «Лилия», доставил из Севастополя в Сухум-Кале припасы для гарнизона. В следующем году и весной 1812 года выходил в крейсерство к румелийскому берегу.
Принимал участие в Участвовал в  Отечественной войны 1812 года. Летом 1812 года совместно с транспортным судном «Лиман» принимал участие в переброске 75-го флотского экипажа из Севастополя в Аккерман с целью усиления Дунайской армии адмирала П. В. Чичагова.
В 1813 и 1814 годах находился в Севастополе, а осенью 1815 года выходил в крейсерство к берегам Мегрелии. 27 июня 1816 года на фрегате совершил плавание великий князь Николай Павлович.
C 1816 по 1819 годы и в 1821 году выходил в практические плавания в Чёрное море в составе эскадр.

## Командиры фрегата
Командирами судна в разное время служили:
- П. Б. Головачев (1807—1808 годы).
- Ф. М. Маслов (1809 год).
- П. А. де Додт (по июнь 1810 года).
- П. Н. Аравин (с июня 1810 года).
- И. В. Винклер (1811—1818 годы).
- Д. Е. Бальзам (1819 год).
- П. П. Кумеллас (1821 год).